# Temblores 3
Tremors 3 es una película de monstruos directo a vídeo de 2001 dirigida por Brent Maddock, la tercera entrega de la serie Temblores, que presenta a las criaturas gusano subterráneas llamadas "Graboids". Es una secuela de Temblores 2: La respuesta. Michael Gross, Charlotte Stewart, Ariana Richards, Tony Genaro y Robert Jayne repiten sus papeles de la primera película. Le sigue Temblores 4: la leyenda comienza.
Burt Gummer (Gross) ha regresado a Perfection, Nevada. Efectivamente, los Graboids atacan de nuevo, solo que ahora se dividen en graboids, chillidos y una nueva mutación conocida como ass-blasters, que son impulsados al vuelo por flatulencias combustibles. Acosado por un graboide albino estéril conocido como El Blanco, depende de Burt, Jack Sawyer (Shawn Christian) y otros lugareños salvar su ciudad de la destrucción.

## Argumento
El aventurero Burt Gummer regresa a su ciudad natal de Perfection, Nevada, después de una búsqueda de Shriekers en El Chaco, Argentina. Desde los ataques originales de Graboid, el equipo preventivo de la ciudad para rastrear las actividades de Graboid se ha deteriorado debido a la negligencia de los residentes nativos Miguel, Nancy Sterngood y su hija Mindy. El mercado de Walter Chang ha sido tomado por su sobrina Jodi, y la ciudad ha ganado un nuevo residente, Jack, que crea recorridos de simulacro de ataque para los turistas visitantes. Una tarde, durante una de las giras de Jack, su asistente Buford es devorado por un Graboid real. Jack, Mindy y los clientes de Jack logran escapar para advertir a la ciudad, y Burt determina que hay tres Graboids en el área.
Los residentes comienzan a tomar medidas para matar a los Graboids, pero son detenidos por los agentes del gobierno Charlie Rusk y Frank Statler y un paleontólogo, el Doctor Andrew Merliss, quienes afirman que los Graboids son una especie en peligro de extinción, lo que impide que los humanos los cacen. Jack logra llegar a un acuerdo con los agentes de que si capturan a un Graboid vivo, Burt y los residentes podrán matar a los dos restantes. Burt acepta a regañadientes, y él y Jack se disponen a atrapar a un Graboid mientras los agentes van tras otro por su propia voluntad. Melvin Plugg, un compañero sobreviviente de los ataques originales, se acerca a Burt con la esperanza de comprar su tierra y convertirla en una ciudad. Después de que Burt se niega, un Graboid lo ataca y se lo traga entero. Jack atrae al Graboid a la casa de Burt y choca fatalmente con las barreras de hormigón subterráneas que rodean el edificio. Luego usa una motosierra para liberar a Burt de su vientre.
Burt, Jack, Jodi y Miguel luego encuentran a Merliss gravemente herido; Explica que él y los agentes del gobierno fueron emboscados por Shriekers del Graboid que estaban persiguiendo, antes de morir. Mientras rastrea a los Shriekers, un Graboid albino, más tarde llamado El Blanco, que significa "El Blanco" en español, los atrapa en las rocas durante la noche. Después de alejar a El Blanco, descubren que los Shriekers han mudado su piel, convirtiéndose en criaturas aladas capaces de volar a reacción. Miguel es asesinado por la criatura, que luego se estrella contra una cerca de metal y se suicida. Burt se da cuenta de que los productos químicos en sus estómagos reaccionan explosivamente, lo que les permite volar. Al encontrarlos capaces de transportar huevos de Graboid, suponen que evolucionaron para esparcirlos a través del vuelo. Jodi llama Pistolas de Trasero a la nueva especie. Mientras tanto, Nancy y Mindy son atacadas por un Ass-Blaster en la ciudad y se esconden en un congelador.
Usando un colchón como cobertura de la visión infrarroja de los Pistolas de Trasero, el grupo llega a la casa de Burt, pero se ven obligados a huir cuando un Pistola de Trasero intenta entrar. Para evitar que se multiplique como sus predecesores, Burt arregla su casa y su reserva de MRE explotará, matándolo, sin embargo, es solo después de que aprenden que los Pistolas de Traseros no se multiplican sino que se duermen después de comer. El grupo huye a un depósito de chatarra, donde construyen un cañón de patatas con objetos cotidianos para encender los materiales combustibles en los estómagos de los Pistolas de Traseros. Después de que matan a cuatro, Burt es atacado por El Blanco y atrapado. Al darse cuenta de que el reloj ultrasónico de Burt está atrayendo repetidamente a El Blanco hacia ellos, Jack lo toma y lo pega al Pistola de Trasero final. El Blanco lo devora, salvando la vida de Burt y Jodi en el proceso.
Después, Nancy logra vender un Pistola de Trasero cautivo, mientras que Jack persigue una relación romántica con Jodi, deprimiendo a Mindy, que estaba enamorada de él. Mientras tanto, Melvin intenta de nuevo acercarse a Burt para vender su tierra, pero Burt le informa que dado que El Blanco es una especie en peligro de extinción e ilegal para cazar, y formó una amistad tácita mutua con Burt, los residentes han decidido tomar precauciones para vivir a salvo junto a él, convirtiendo así a Perfection en una reserva de Graboid protegida por el gobierno federal y evitando que Melvin desarrolle una ciudad. Burt luego deja a Melvin parado sobre una roca con El Blanco dando vueltas debajo.

## Reparto
- Michael Gross como Burt Gummer
- Shawn Christian como Jack Sawyer
- Susan Chuang como Jodi Chang
- Charlotte Stewart como Nancy Sterngood
- Ariana Richards como Mindy Sterngood
- Tony Genaro como Miguel
- Barry Livingston como Doctor Andrew Merliss
- John Pappas como Agente Charlie Rusk
- Robert Jayne como Melvin Plug
- Billy Rieck como Buford
- Tom Everett como Agente Frank Statler
- Mary Gross como una madre turista

## Producción
En Temblores 3, algunos de los graboides se crearon utilizando imágenes generadas por computadora (CGI), que fue la primera vez que una película de Temblores utilizó CGI para hacer un graboide. Los graboides vistos en las películas anteriores eran marionetas de tamaño completo y miniaturas a escala 1/4. Algunos de los gritos vistos en Temblores 3 también fueron CGI, así como algunos de los gritos vistos en la segunda película. Sin embargo, debido a problemas de compatibilidad de software, el CGI chillón de la segunda película no se pudo volver a utilizar. En su lugar, producciones HimAnI crearon nuevos modelos digitales utilizando escaneos láser de modelos físicos existentes, que se utilizaron en la segunda película, creada por Amalgamated Dynamics.

## Recepción
Temblores 3 tiene una calificación de "fresco" del 67% en Rotten Tomatoes según 6 reseñas. En la ceremonia de los Video Premiere Awards, en 2001, Michael Gross ganó el premio al mejor actor por su trabajo en Temblores 3. En un ensayo sobre las secuelas de terror directo a video, Gavin Al-Asif para el Houston Chronicle dijo que "[Temblores 3] es un escalón discordante en calidad de su predecesor", pero calificó la actuación de Gross como "absolutamente brillante" y "el único elemento brillante en una película que de otra manera sería aburrida".

Es agradable volver a esta comunidad y los actores conservan su ingenio y brillo. Los valores de producción son sustancialmente más bajos, algunos de los chistes se reciclan y el gran final es mediocre, pero todavía hay un afecto subyacente por estos personajes, incluso esos perritos gusanos, y su precaria situación. Considerándolo todo, tomado por lo que es, Temblores 3 vale la pena echarle un vistazo.
AMC Movie Guide

## Premios
| Premio                     | Categoría                                | Nominado/Receptor | Resultado |
| -------------------------- | ---------------------------------------- | ----------------- | --------- |
| Premio al Estreno de Vídeo | Mejor Actor                              | Michael Gross     | Ganadora  |
| Premio al Estreno de Vídeo | Mejores Efectos Visuales                 | Linda Drake       | Nominada  |
| Premio Golden Reel         | Mejor Edición de Sonido: Directo a Vídeo |                   | Nominada  |